# Олд-Харбор (аэропорт)
Аэропорт Олд-Харбор (англ. Old Harbor Airport), (ИАТА: OLH, FAA LID: 6R7) — государственный гражданский аэропорт, расположенный в 4 километрах к северо-востоку от центрального делового района города Олд-Харбор (Аляска), США.

## Операционная деятельность
Аэропорт Олд-Харбор расположен на высоте 17 метров над уровнем моря и эксплуатирует одну взлётно-посадочную полосу:
- 2/20 размерами 838 x 18 метров с гравийным покрытием.